# Canthocamptus aloisianus
Canthocamptus aloisianus is een eenoogkreeftjessoort uit de familie van de Canthocamptidae. De wetenschappelijke naam van de soort is voor het eerst geldig gepubliceerd in 1908 door Brehm.